# Keeneland

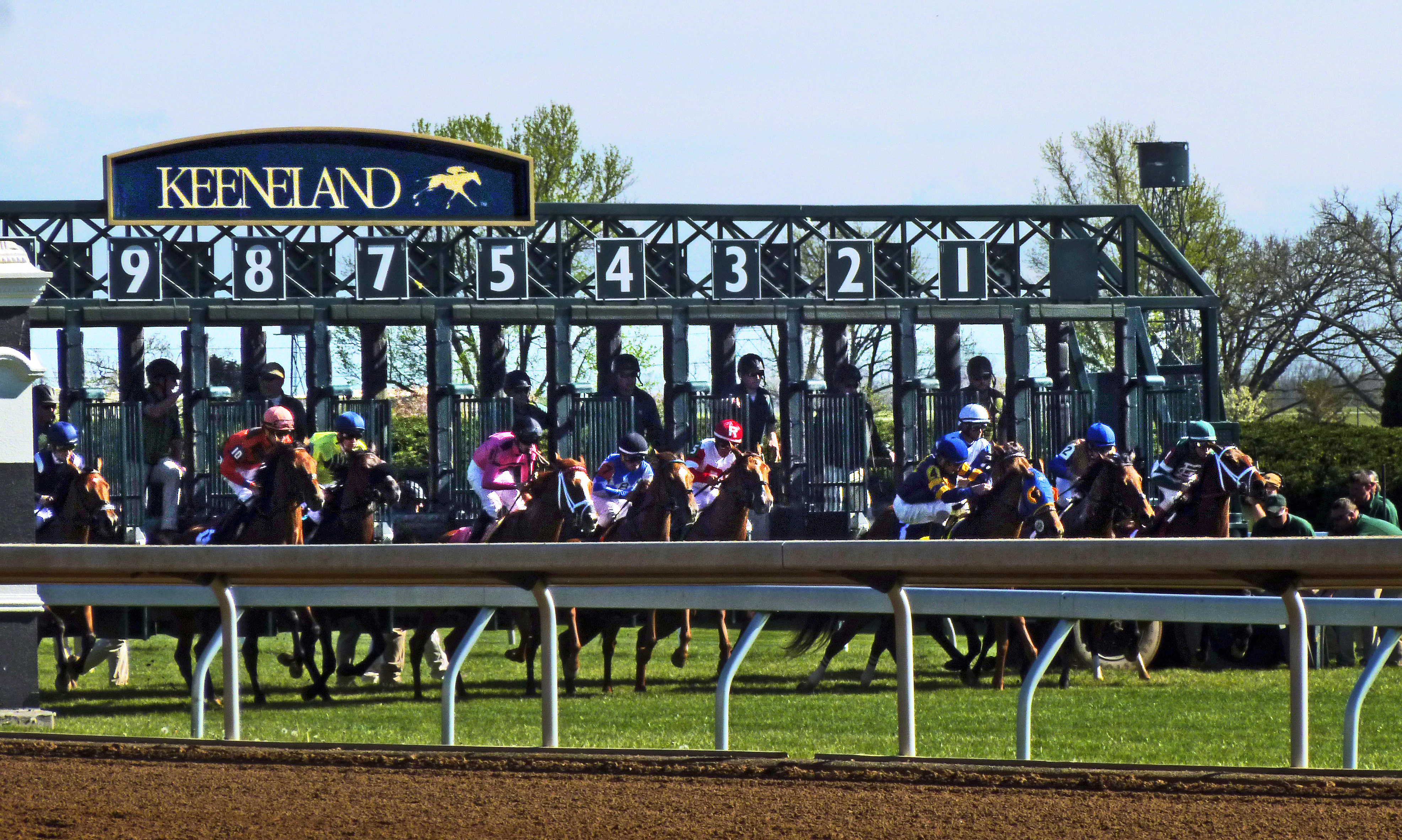
Start eines Rennens auf der Grasbahn

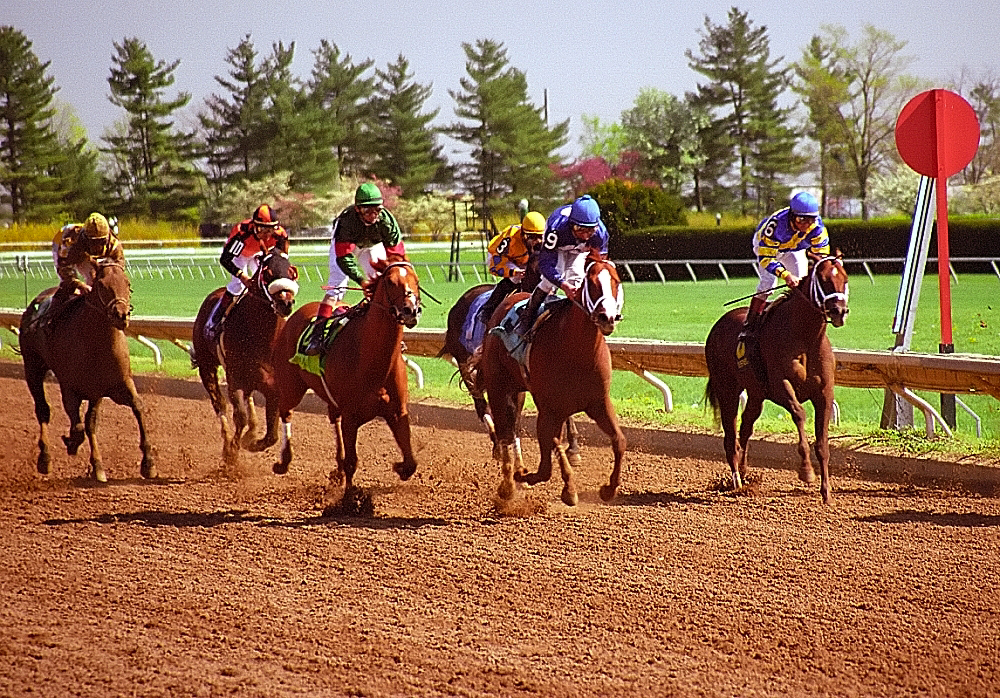
Rennen auf der Sandbahn, innen ist die Grasbahn erkennbar

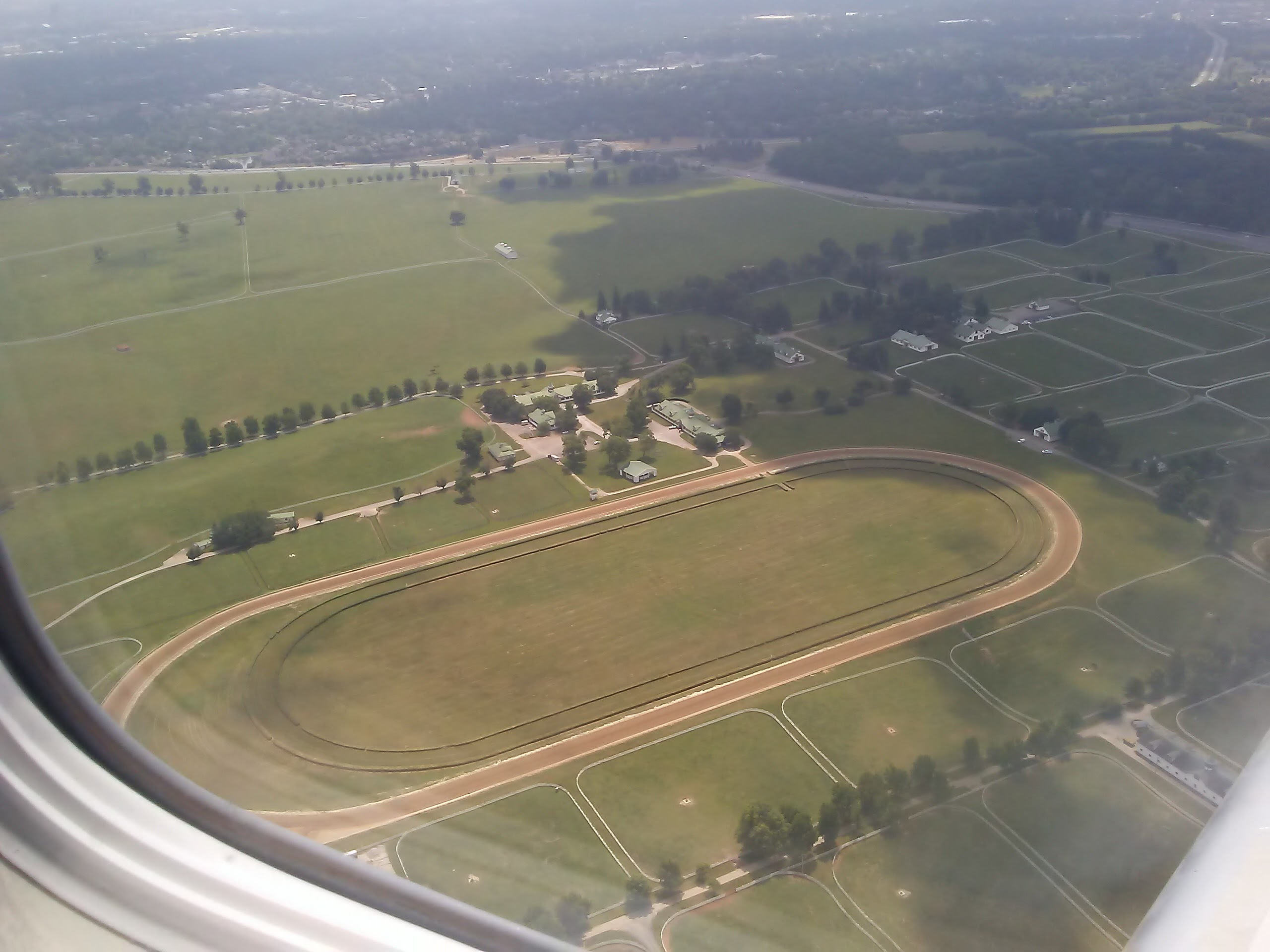
Luftbild

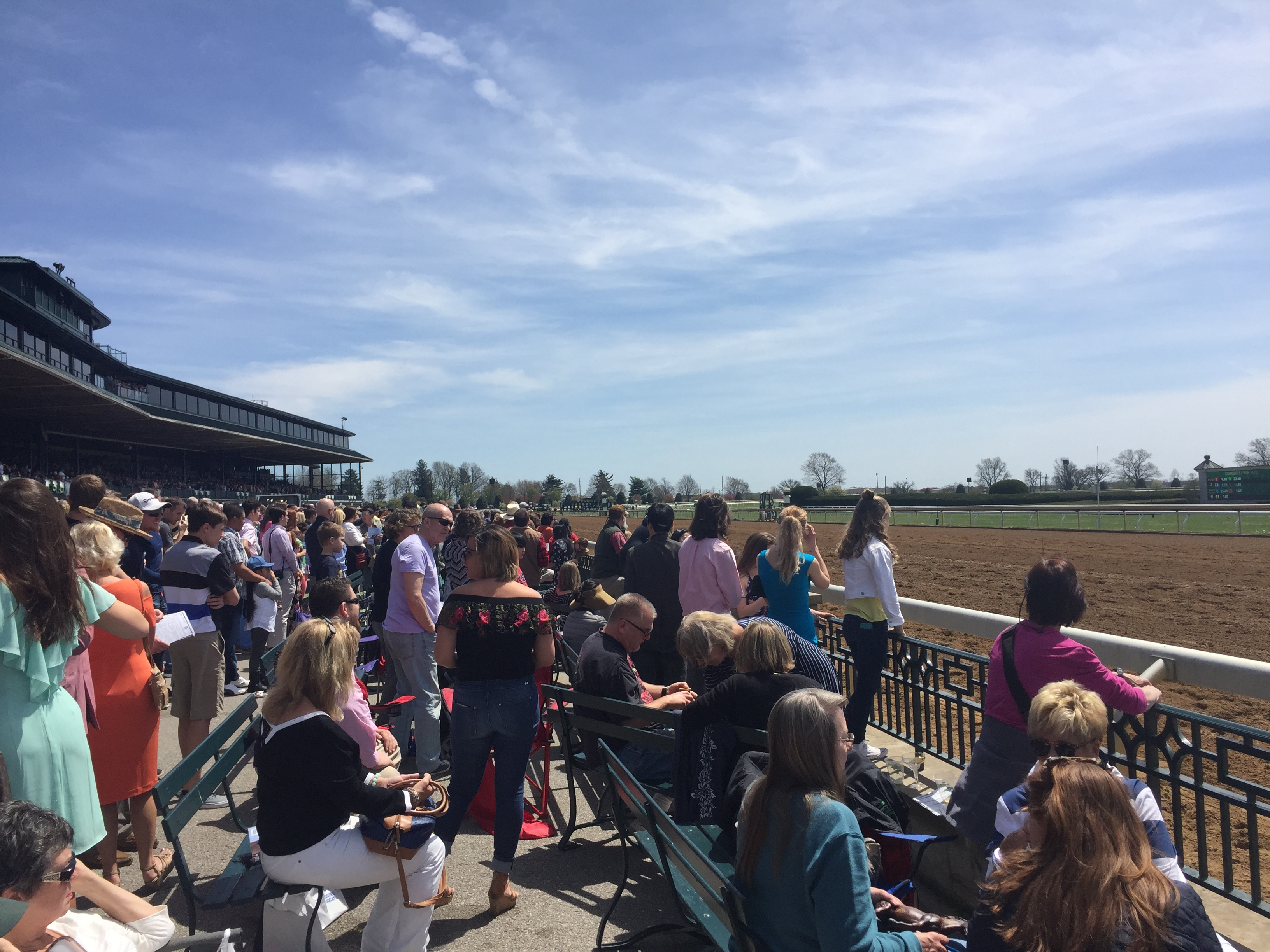
Tribüne

Keeneland ist ein Unternehmen der Pferdebranche mit Sitz in Lexington, Kentucky. Die Keeneland Association Inc. umfasst zwei Abteilungen: die Pferderennbahn Keeneland Race Course und das Pferdeauktionshaus Keeneland Sales. Keeneland ist auch für seine Referenzbibliothek bekannt.

## Keeneland Race Course

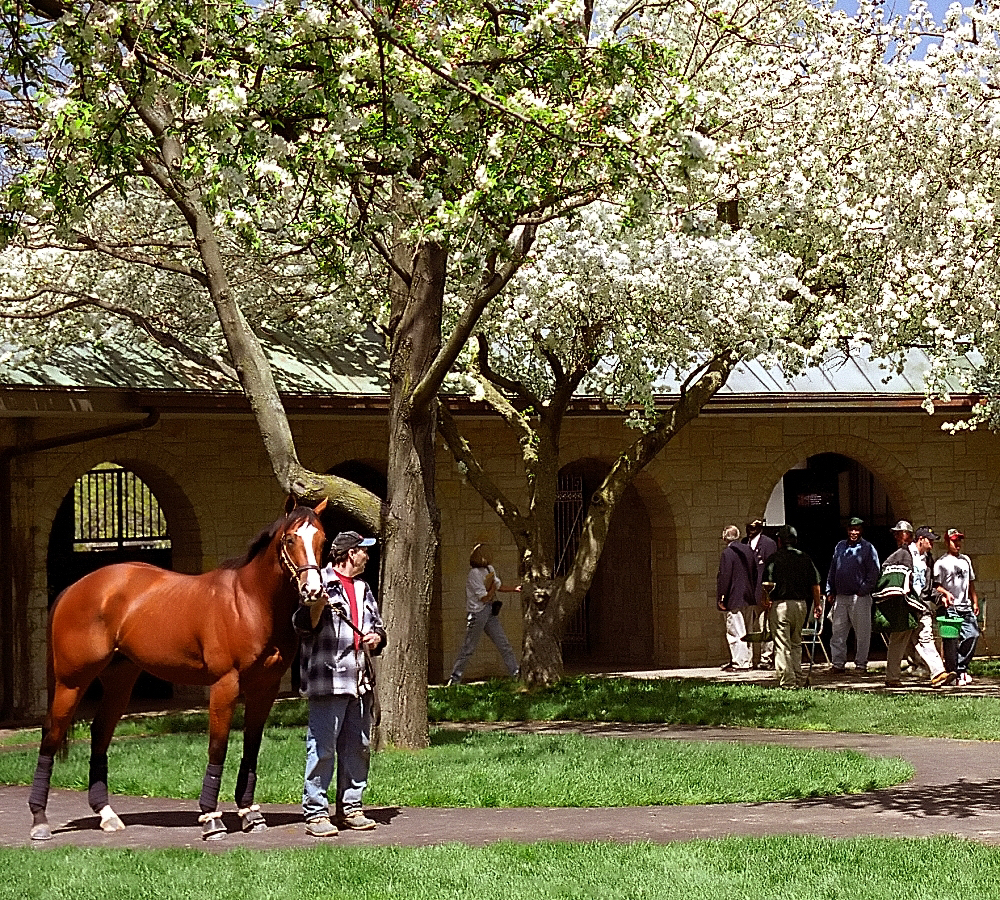
Führring, Rennbahn Keeneland, Kentucky, 2010

Die Rennbahn Keeneland in Lexington (Kentucky) verfügt über eine 1.700 m lange, ovale Sandbahn und eine 1.408 m lange, ovale Rasenbahn.
Auf der Rennbahn Keeneland finden seit 1936 im April beim Frühlingsmeeting und im Oktober beim Herbstmeeting Rennen statt. Zum 15-tägige Frühjahrstreffen gehören die Blue Grass Stakes, ein Vorbereitungsrennen für das Kentucky Derby.
Beim 17-tägige Herbsttreffen finden sechs Gruppe-1-Rennen statt, die unter anderem zur Vorbereitung auf den Breeders' Cup dienen. 1986 wurde Keeneland in die National Historic Landmarks aufgenommen, aufgrund ihrer bedeutenden Rolle im Pferderennsport und der daraus folgenden Wiederbelebung von Lexington.
Auf der Rennbahn Keeneland finden folgende Gruppe-I-Rennen statt:
| Monat   | Rennen                                  | Distanz | Alter/Geschlecht          | Preisgeld  |
| ------- | --------------------------------------- | ------- | ------------------------- | ---------- |
| Oktober | Alcibiades Stakes                       | 1 700 m | 2-jährige Stuten          | $500 000   |
| April   | Ashland Stakes                          | 1 700 m | 3-jährige Stuten          | $500 000   |
| April   | Blue Grass Stakes                       | 1 800 m | 3-jährige                 | $1 000 000 |
| Oktober | Breeders' Futurity Stakes               | 1 700 m | 2-jährige                 | $500 000   |
| Oktober | First Lady Stakes                       | 1 600 m | Stuten 3-jährig und älter | $750 000   |
| April   | Jenny Wiley Stakes                      | 1 700 m | Stuten 4-jährig und älter | $500 000   |
| Oktober | Keeneland Turf Mile Stakes              | 1 600 m | 3-jährig und älter        | $1 000 000 |
| April   | Madison Stakes                          | 1 400 m | Stuten 4-jährig und älter | $600,000   |
| April   | Maker's Mark Mile Stakes                | 1 600 m | 4-jährig und älter        | $600 000   |
| Oktober | Queen Elizabeth II Challenge Cup Stakes | 1 800 m | Stuten 3-jährig           | $600 000   |
| Oktober | Spinster Stakes                         | 1 850 m | Stuten 3-jährig und älter | $600 000   |

## Keeneland Sales
Keeneland Sales ist ein amerikanisches Auktionshaus für den Handel mit Englische Vollblütern. Es wurde 1935 als gemeinnützige Einrichtung mit 59 ha landwirtschaftlicher Nutzfläche westlich von Lexington gegründet.

### Auktionen
Die Keeneland Association, Inc. veranstaltet jedes Jahr drei Pferdeauktionen.
- Januar – Pferde aller Altersstufen

Bei dieser Auktion werden Pferde aller Altersstufen verkauft. Es werden auch Rechte, eine Stute mit einem Hengst in dieser Saison zu decken (Breeding Season), verkauft.
- September – Jährlinge

Die Jährlingsauktion im September ist die weltweit größte Jährlingsauktion für Vollblüter. In den vergangenen Jahren wurden mehrere Sieger des Kentucky Derby, ein Sieger des Epsom Derby, ein American Horse of the Year und ein Triple-Crown-Sieger verkauft. 2019 wurde das Stutfohlen America’s Joy vom Triple-Crown-Sieger American Pharoah für 8,2 Millionen US-$ verkauft.
- November – Zuchtpferde

Bei dieser Auktion werden vorwiegend Zuchtstuten, Absetzer und einige Hengste, Rennpferde und auch Jährlinge angeboten. Es werden auch Anteile an Zuchthengsten verkauft. Im Laufe der Zeit wurde dies die größte Vollbult-Auktion weltweit.

### Ehemalige Auktionen
Die Jährlingsauktion im Juli wird seit 2003 nicht mehr durchgeführt. Die Auktion für Zweijährige, die im Training stehen, wird seit 2015 nicht mehr durchgeführt.

### Trivia
Aufgrund seiner Insolvenz musste Nelson Bunker Hunt 1988 insgesamt 580 Pferde bei Keeneland Sales verkaufen, die 46.911.800 Dollar einbrachten, die bis dahin höchste Summe, die je mit einer Vollblutauktion erzielt wurde.